# Будинок Непокойчицького
Будинок Непокойчицького  — пам'ятка архітектури місцевого значення  у Дніпрі. Зведений у 1913 році як житловий будинок катеринославського інженера та гласного міської думи Євгена Непокойчицького.

## Історія

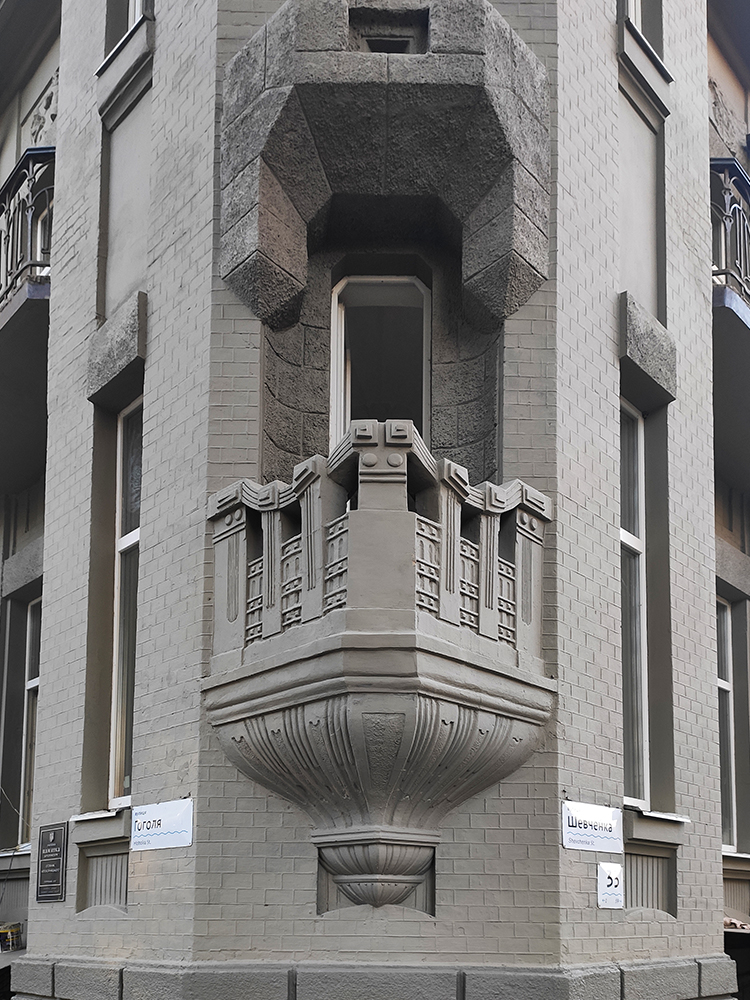
Еркерний балкон, кутовий фасад

Точний рік завершення будівництва невідомий, тож умовним роком зведення краєзнавці вважають 1913 —  коли вперше з'являються згадки про будинок у довідкових виданнях. Ім'я архітектора також наразі залишається невідомим. Серед можливих імен — найбільш знані зодчі катеринославського модерну Сергій Віленський (готель «Асторія», будинок Андрієвських) та Дітріх Тіссен (будинок Вюрглера (також відомий як «будинок з жабами») та будівлі Мануфактурного ряду по вул. Грушевського).
Будинок знаний перш за все завдяки унікальному зовнішньому декору. Перший власник будинку — Євген Непокойчицький — був гірським інженером, тож фасад споруди прикрашають 15 скульптурних барельєфів, пов'язаних з професійною діяльністю замовника. Здебільшого це сцени зведення шахт, праці шахтарів та металургів.
Схожі барельєфи з індустріальними мотивами є і на інших будинках Дніпра, утім вони відносяться до доби соціалістичного реалізму, коли архітектура стала засобом радянської пропаганди, натомість будинок Непокойчицього зведено задовго до формування цього стилю.
Цікаво, що частина барельєфів виконана у реалістичній манері, інша — у типовій для модерну алегоричній манері. Під час ремонту 2020 року пошкоджені барельєфи були поновлені. Проте будинок опинився у центрі скандалу, адже ремонтні роботи на пам'ятці архітектури було проведено самовільно, без узгодження спеціалістами управління з охорони культурної спадщини.
Наприкінці 2000-х дворові сходи будинку стали популярним серед дніпрян місцем для фотосесій.

## Галерея

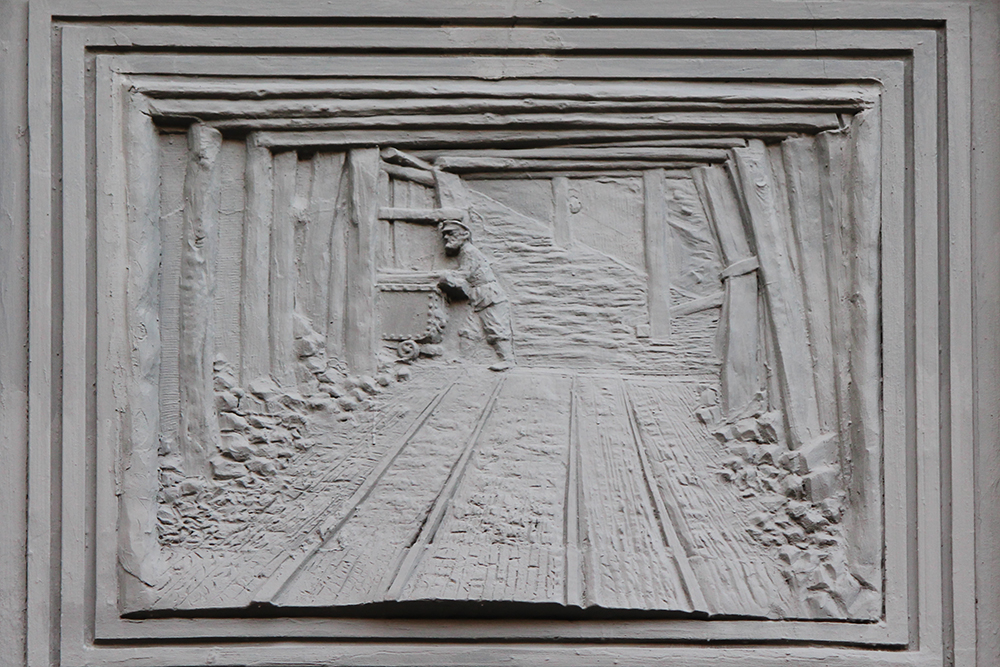
Барельєф, фасад по вул. Шевченка
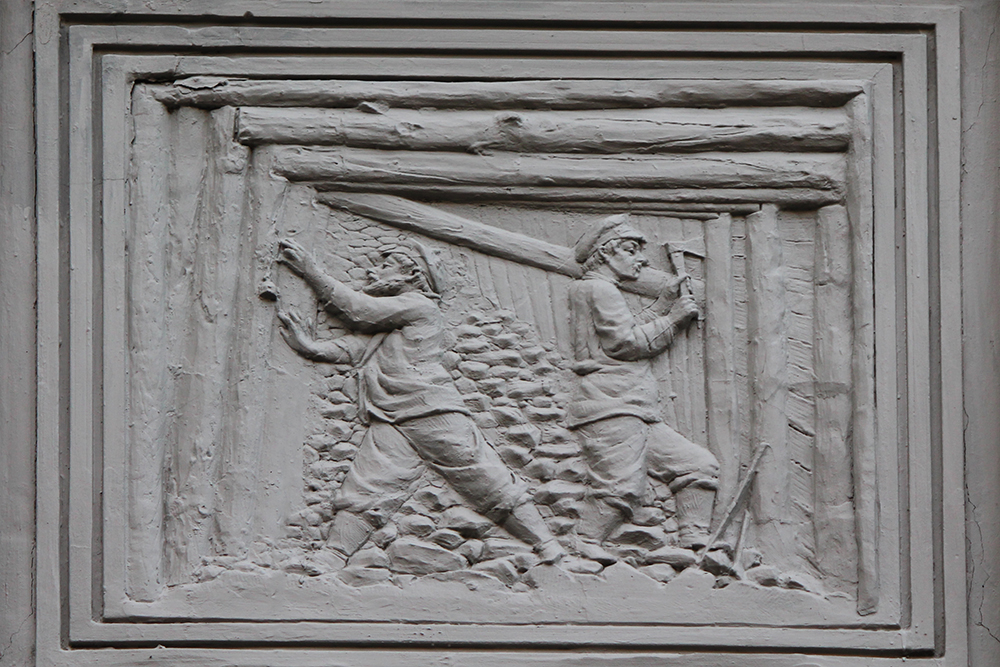
Барельєф, фасад по вул. Гоголя
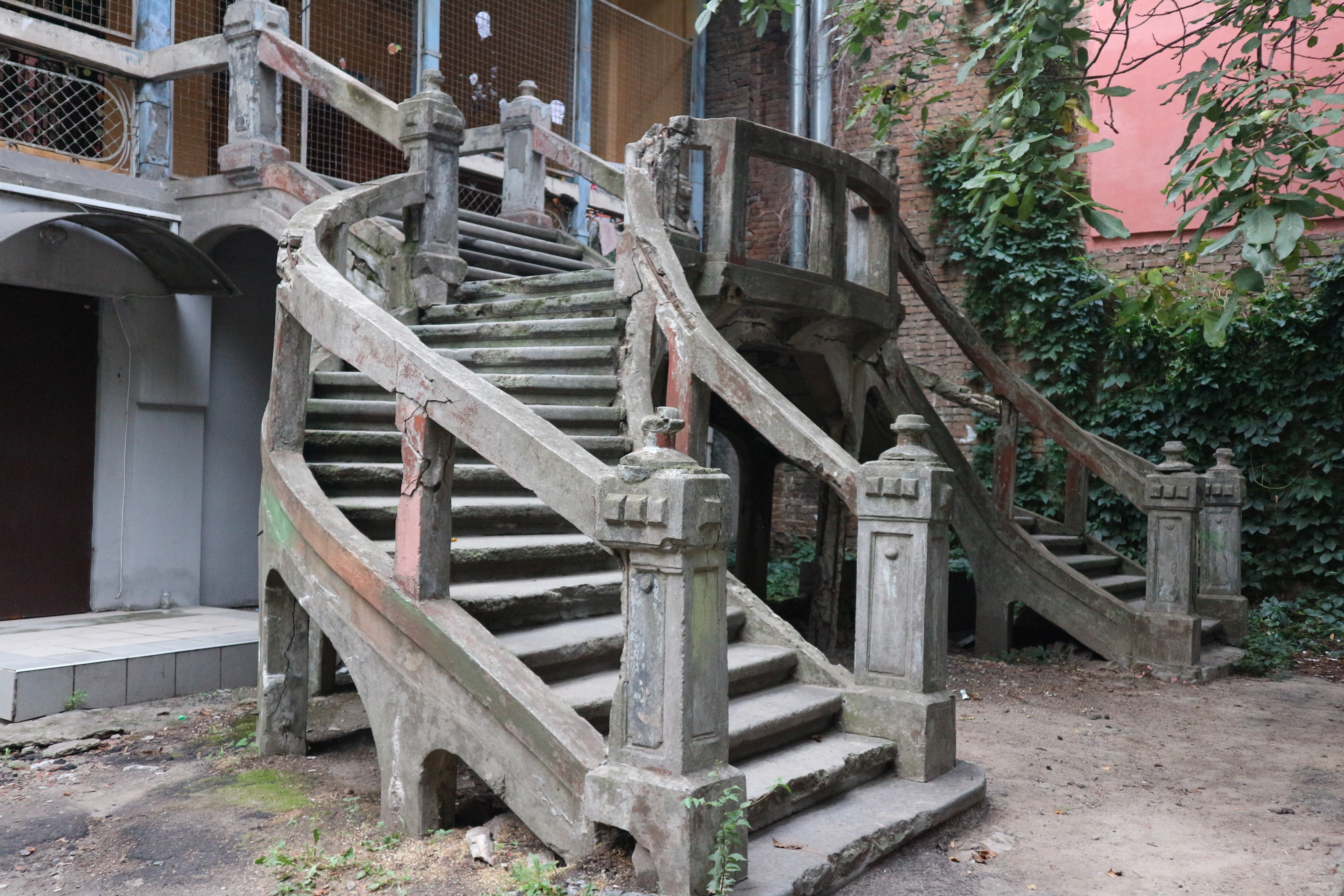
Сходи у внутрішньому дворі